# Alexandre Clarys
Alexandre Clarys (Brussel, 23 juli 1857 – Elsene, 11 februari 1920) was een realistisch Belgische kunstschilder gespecialiseerd in taferelen met honden en paarden. Hij was ook illustrator en affichekunstenaar.

## Persoonsgegevens
Clarys werd geboren te Brussel op 23 juli 1857 als zoon van Guillaume en Antoinette Agneessens. Rond 1881 woonde hij in de Arsenaalstraat 5 te Brussel en als laatste adres woonde hij aan de Sint-Jorisstraat 27 te Elsene. Hij overleed te Elsene/Brussel op 11 februari 1920.

## Levensloop
Clarys was een leerling van Ernest Blanc-Garin (1843-1916) en van de Academie voor Schone Kunsten te Brussel (tussen 1868 en 1879).Hij schilderde bij voorkeur taferelen met honden en paarden, zoals zijn "Hoekje van de paardenmarkt", een van zijn eerste belangrijke werken, getoond in het Salon 1881 te Brussel. Ook paarden in werkomstandigheden kregen zijn aandacht: trekpaarden op het land of in de bosbouw, in de haven e.d.
Clarys beoefende ook het genre van de dierenportretten: werkelijke portretten van honden of paarden, gemaakt in opdracht van hun welgestelde eigenaars. Zo portretteerde Clarys het paard Montjoie van Koning Albert I. In het Salon 1881 te Brussel stelde hij een niet nader gespecifieerd honden-"portret" tentoon. Zijn opdrachtgevers waren uiteraard voornamelijk personen uit milieus van paardenwedrennen en jacht, die hun beste renpaarden of jachthonden lieten vereeuwigen, hetzij in een strikt portret van paard of hond, hetzij ingewerkt in een actietafereel. Clarys' cliënteel was bovendien erg internationaal.
In 1889 schilderde hij in samenwerking met de portrettist Léon Herbo het monumentale doek (137×200 cm) “Ontmoeting tussen het Maria-Hendrika Eskadron, Koningin Maria-Hendrika en Prinses Clementina”. Ook in dit schilderij kregen de uitbeeldingen van raspaarden grote aandacht (Brussel, Museum van het Leger).
Clarys was bedrijvig als affichekunstenaar, uiteraard voor paardenwedrennen en andere sportieve paardenmanifestaties. Zo zijn er van hem onder meer de affiche voor de Wellingtonrenbaan te Oostende 1911, met gezicht op de overvolle tribunes en een gedeelte van de renbaan, voor een "Fête de bienfaisance, charité. Cercle de l’Escadron Marie-Henriette" (1904), en verder de affiche "Ville de Spa - Grand concours hippique" en "Spa. Ville d’eaux Ville de sports 15 mai – 15 octobre" met uitrijdende koetsen, jagers en jachthonden. Er zijn ook affiches voor landbouwmanifestaties.
Bovendien was Clarys als illustrator verbonden aan enkele sportkranten, o.a. de Illustration Sportive.
De Eerste Wereldoorlog inspireerde hem tot een aantal kleuretsen : "Invasie van België", "Na Halen. Loslopende paarden van de Duitse cavalerie", "De Slag aan de IJzer", "Belgische artillerie". Ze werden gedrukt bij Malvaux in Brussel. Ook in deze kleuretsen ging Clarys’ aandacht meer uit naar de paarden dan naar de ernst van de situatie.

## Musea
- Antwerpen, Museum Vleeshuis
- Brussel: Museum van het Leger en de Krijgsgeschiedenis
- Bergen, Mundaneum en BAM
- Elsene (Brussel), Museum van Elsene
- Luik, Musée de la Vie Walonne
- Oostende, Mu.ZEE (=Kunstmuseum aan Zee): "Trekpaarden nabij de Oostendse Handelsdokken"
- Spa, Musée de la Ville d’Eau
- Tienen

- Bibliothèque nationale de France: cb14962805x (data)
- International Standard Name Identifier: 0000 0000 1013 2390
- RKD-Nederlands Instituut voor Kunstgeschiedenis: 17092
- Union List of Artist Names: 500131160
- Virtual International Authority File: 47032796